# Enoplognatha selma
Enoplognatha selma es una especie de araña araneomorfa del género Enoplognatha, familia Theridiidae. Fue descrita científicamente por Chamberlin & Ivie en 1946.
Habita en los Estados Unidos.